# Шишеніно
Шишеніно (рос. Шишенино) — присілок в Воскресенському районі Нижньогородської області Російської Федерації.
Населення становить 6 осіб. Входить до складу муніципального утворення Владимирська сільрада.

## Історія
Від 2009 року входить до складу муніципального утворення Владимирська сільрада.

## Населення
| 1999 | 2002 | 2010 |
| ---- | ---- | ---- |
| 38   | ↘24  | ↘6   |